# 23 mai
Pour les articles homonymes, voir Vingt-Trois-Mai.
23 avril 23 juin
Chronologies thématiques
- Croisades
- Ferroviaires
- Sports
- Disney
- Anarchisme
- Catholicisme

Abréviations / Voir aussi
- (° 1852) = né en 1852
- († 1885) = mort en 1885
- a.s. = calendrier julien
- n.s. = calendrier grégorien
- Calendrier
- Calendrier perpétuel
- Liste de calendriers
- Naissances du jour

Le 23 mai est le 143e jour, moins souvent le 144e, de l'année du calendrier grégorien ; il en reste ensuite 222.
Son équivalent était généralement le 4 prairial du calendrier républicain ou révolutionnaire français, officiellement dénommé jour de l'angélique (la plante).

## Événements

### IXesiècle
- 844 : bataille de Clavijo lors de la Reconquista espagnole sur les Maures.

### XIesiècle
- 1026 : Bruno d'Eguisheim, futur Léon IX devient évêque de Toul.
- 1040 : bataille de Dandanakan dans l'actuel Turkménistan.

### XIIesiècle
- 1200 : mariage de Blanche de Castille avec le prince Louis héritier du trône de France et futur éphémère roi Louis VIII.

### XVesiècle
- 1430 : capture de Jeanne d'Arc par les Bourguignons.
- 1431 : à l'issue du procès en hérésie de Jeanne d'Arc, ladite pucelle d'Orléans est condamnée à être brûlée vive.
- 1498 : exécution de Jérôme Savonarole.

### XVIesiècle
- 1533 : annulation du mariage entre Catherine d'Aragon et le roi Henri VIII.
- 1568 : bataille de Heiligerlee.
- 1592 : bataille de Craon.

### XVIIesiècle
- 1618 : deuxième défenestration de Prague, l'événement déclencheur de la guerre de Trente ans.

### XVIIIesiècle
- 1798 : début d'une rébellion en Irlande.

### XXesiècle
- 1915 : entrée en guerre de l’Italie.
- 1926 : première constitution du Liban.
- 1945 : arrestation de l’amiral Karl Dönitz.
- 1947 : résolution no 25 du Conseil de sécurité des Nations unies, relative à l'admission de nouveaux membres.
- 1949 : naissance de la République Fédérale d'Allemagne, par la promulgation de sa nouvelle Loi fondamentale.
- 1951 : signature de l'accord en 17 points sur la libération pacifique du Tibet.
- 1993 : élections législatives au Cambodge.

### XXIesiècle
- 2016 : l’écologiste Alexander Van der Bellen est proclamé vainqueur de l'élection présidentielle autrichienne[1], sur son concurrent d'extrême-droite, après un duel électoral final inédit.
- 2019 :
  - le parti Bharatiya Janata Party (BJP) du Premier ministre sortant de l'Inde Narendra Modi remporte des élections législatives avec une majorité absolue et doit composer un nouveau gouvernement[2].
  - Début des élections européennes qui ont lieu jusqu'au 26 mai dans les vingt-huit États membres de l'Union européenne afin d'élire 751 eurodéputés pour un mandat de cinq ans. Les Pays-Bas qui doivent élire 29 députés et le Royaume-Uni sur le départ mais qui doit tout de même en élire 73 votent ce jour.
- 2021 : en survolant la Biélorussie, le vol Ryanair 4978 entre Athènes et Vilnius est détourné vers Minsk ; Roman Protassevitch[3] l'un des passagers et opposant au régime d'Alexandre Loukachenko y est arrêté une fois arraisonné[4].
- 2025 : attaque de Dioura, pendant la guerre du Mali.

## Arts, culture et religion
- 1555 : élection du pape Paul IV.
- 1844 : Sayyid ʿAlī Muḥammad Šīrāzī fonde en Iran le mouvement religieux réformateur et millénariste babiste.
- 1855 : couronnement canonique de la statue de Notre-Dame du Laus par Mgr Jean-Irénée Depéry en présence de nombreux évêques, cardinaux, 600 prêtres et 40 000 pèlerins, dans le sanctuaire de Notre-Dame du Laus (Hautes-Alpes)[5],[6].
- 1897 : le pape Léon XIII déclare terminé le Kulturkampf lors d'une allocution consistoriale.
- 1920 : le pape Benoît XV dresse un bilan de la situation internationale dans son encyclique Pacem Dei Munus Pulcherrimum.
- 1994 : le gérant de vidéo-club américain Quentin Tarantino remporte une Palme d'or du festival de Cannes controversée jusque dans la salle du palais des festivals pour son deuxième film en long-métrage Pulp fiction, récompense remise par les président et vice-présidente du jury Clint Eastwood et Catherine Deneuve avec Jeanne Moreau comme maîtresse de cérémonie[7].

## Sciences et techniques
- 1995 : annonce officielle du langage de programmation Java.

## Économie et société
- 1901 : découverte d'un drame domestique lors d'une perquisition policière (début d'une affaire dite de « la Séquestrée de Poitiers »).
- 2016 : attentats revendiqués par l’État islamique à Tartous et Jablé en Syrie (184 morts).
- 2021 : en Italie, 14 personnes meurent lors de la chute d'une cabine du téléphérique Stresa-Alpino-Mottarone[8].

## Naissances

### XIesiècle
- 1052 : Philippe Ier, roi de France de 1060 à sa mort, quatrième de la dynastie des Capétiens dits plus tard "directs" († 29 juillet 1108).

### XVesiècle
- Sampiero Corso, militaire génois puis français († 17 janvier 1567).

### XVIIesiècle
- 1654 : Nicodemus Tessin le Jeune, architecte suédois († 10 avril 1728).

### XVIIIesiècle
- 1707 : Carl von Linné, naturaliste suédois († 10 janvier 1778).
- 1734 : Franz-Anton Mesmer, médecin allemand, créateur de la théorie du magnétisme animal († 5 mars 1815).
- 1735 : Charles-Joseph de Ligne, militaire et diplomate de l'empire d'Autriche († 13 décembre 1814).
- 1741 : Andrea Lucchesi, compositeur italien († 21 mars 1801).
- 1777 : Laure de Berny, inspiratrice d'Honoré de Balzac († 27 juillet 1836).
- 1790 : Jules Dumont d'Urville, navigateur et explorateur français († 8 mai 1842).
- 1795 : Charles Barry, architecte britannique († 12 mai 1860).

### XIXesiècle
- 1842 : Manuel Santa-Cruz Loidi, prêtre, guérillero et missionnaire espagnol († 10 août 1926).
- 1843 : Joaquin Vayreda, peintre espagnol († 31 octobre 1894).
- 1847 : Louis Le Poittevin, peintre français († 3 avril 1909).
- 1848 : Otto Lilienthal, pionnier de l’aéronautique allemand († 10 août 1896).
- 1859 :
  - Joseph-Alfred Archambeault, évêque québécois († 25 avril 1913).
  - René Nicklès, géologue français († 1917).
- 1862 : David Hogarth, archéologue britannique († 6 novembre 1927).
- 1869 : Dranem, chanteur et fantaisiste français († 13 octobre 1935).
- 1875 : Alfred P. Sloan, homme d'affaires américain († 17 février 1966).
- 1883 : Douglas Fairbanks, acteur américain († 12 décembre 1939).
- 1890 : Herbert Marshall, acteur anglais († 22 janvier 1966).
- 1893 : Jean Absil, compositeur belge († 2 février 1974).
- 1898 : Blanche Paugam, résistante française († 1er avril 1945).

### XXesiècle
- 1902 : Léona Delcourt, artiste française, connue sous le pseudonyme de Nadja († 15 janvier 1941).
- 1903 : Pablo Muñoz Vega, prélat équatorien († 3 juin 1994).
- 1907 : Ginette Mathiot, gastronome française († 14 juin 1998).
- 1908 :
  - John Bardeen, physicien américain, prix Nobel de physique en 1956 et 1972 († 30 janvier 1991).
  - Hélène Boucher, aviatrice française († 30 novembre 1934).
  - Paul Dozois, homme politique québécois († 2 juillet 1984).
  - Raymond Legrand, chef d’orchestre et compositeur français († 25 novembre 1974).
- 1910 :
  - Franz Kline, peintre américain, figure majeure de l'expressionnisme abstrait († 13 mai 1962).
  - Artie Shaw (Arthur Jacob Arshawsky dit), musicien et écrivain américain († 30 décembre 2004).
- 1911 : Paul Augustin Mayer, prélat allemand († 30 avril 2010).
- 1912 :
  - Jean Françaix, compositeur français († 25 septembre 1997).
  - John Payne, acteur américain († 6 décembre 1989).
- 1917 : Edward Norton Lorenz, informaticien américain († 16 avril 2008).
- 1919 : Betty Garrett, actrice, chanteuse et danseuse américaine († 12 février 2011).
- 1920 : 
  - Helen O'Connell, chanteuse, danseuse et actrice américaine († 9 septembre 1993).
  - Max Walters, botaniste britannique († 11 décembre 2005).
- 1921 : James Blish, romancier américain († 29 juillet 1975).
- 1923 : 
  - Peter Düttmann, pilote de chasse allemand († 9 janvier 2001).
  - Alicia de Larrocha, pianiste espagnole († 25 septembre 2009).
- 1924 : Flora Groult, femme de lettres française († 3 juin 2001).
- 1928 :
  - Rosemary Clooney, actrice américaine († 29 juin 2002).
  - Pauline Julien, chanteuse et auteure-compositrice québécoise († 1er octobre 1998).
  - Jean Markale (Jacques Bertrand dit), écrivain, poète, conteur et conférencier français († 23 novembre 2008).
- 1929 : Ulla Jacobsson, actrice suédoise († 20 août 1982).
- 1930 : 
  - Aslan (Alain Gourdon dit), peintre, illustrateur et sculpteur français († 11 février 2014).
  - Michel Deguy, poète, traducteur et essayiste français, fondateur et rédacteur en chef de la revue Po&sie († 16 février 2022).
- 1931 : 
  - Barbara Barrie (Barbara Ann Berman dite), actrice américaine, prix d'interprétation à Cannes en 1964.
  - John Kennedy, cycliste sur route britannique († 13 juillet 1989).
  - Jacques Zouvi, acteur québécois († 7 janvier 1989).
- 1933 : 
  - John Browning, pianiste américain († 26 janvier 2003).
  - Joan Collins, actrice britannique active aussi outre-Atlantique.
  - Hubert Parot, cavalier français, champion olympique († 15 janvier 2015).
  - Ceija Stojka, écrivaine et artiste peintre autrichienne rom rescapée du génocide de la Seconde Guerre mondiale († 28 janvier 2013).
- 1934 :
  - Charles Gagnon, peintre et photographe québécois († 16 avril 2003).
  - Robert Moog, ingénieur américain († 21 août 2005).
- 1937 : Jacqueline Lemay, auteure-compositrice et interprète québécoise.
- 1938 : 
  - Daniel Humair ou Dan Humair, batteur-compositeur de jazz et peintre suisse.
  - Edem Kodjo, homme politique togolais, premier ministre du Togo de 1994 à 1996 et de 2005 à 2006 († 11 avril 2020).
- 1939 : Michel Colombier, compositeur de musique de cinéma et arrangeur français († 14 novembre 2004).
- 1943 : Felix Slováček, musicien tchèque.
- 1944 : John Newcombe, joueur de tennis australien.
- 1946 :
  - Jean-Louis Coatrieux, écrivain et chercheur français, spécialiste de l’imagerie numérique médicale.
  - David Graham, golfeur australien.
  - Danny Klein (en), musicien américain du groupe J. Geils Band.
- 1948 :
  - Myriam Boyer, actrice française.
  - Ashraf Rashid, général pakistanais († 2 octobre 2004).
- 1949 :
  - Daniel DiNardo, prélat américain.
  - Alan García, homme d’État péruvien, président du Pérou de 2006 à 2011 († 17 avril 2019).
- 1950 : 
  - Jacques Accambray, athlète français, spécialiste du lancer du marteau.
  - Wolfgang Brinkmann, cavalier allemand, champion olympique.
- 1951 : Anatoli Karpov, joueur d’échecs russe.
- 1952 : 
  - Freya Wippich, chanteuse autrichienne.
  - Valeri Tchaplyguine, coureur cycliste soviétique.
- 1956 : Buck Showalter, gérant de baseball américain.
- 1957 : Isabelle Debré, femme politique française.
- 1958 :
  - Drew Carey, acteur et humoriste américain.
  - Serge Dupire, acteur canadien.
  - François Feldman, chanteur français.
  - Thomas Reiter, spationaute allemand.
- 1960 : Asen Zlatev, haltérophile bulgare, champion olympique.
- 1961 : Philippe Cochet, homme politique français.
- 1962 : 
  - Didier Mumengi, homme politique congolais.
  - Emilio Muñoz, matador espagnol.
- 1963 : Krishna Mathoera, femme politique du Suriname, députée, ministre.
- 1964 : Ruth Metzler-Arnold, femme politique suisse.
- 1965 : 
  - Frédéric Lebon, humoriste imitateur (surtout de femmes) français († 25 février 2013).
  - Melissa McBride, actrice américaine.
  - Tom Tykwer, réalisateur, scénariste et producteur allemand.
  - János Martinek, pentathlonien hongrois, double champion olympique.
- 1966 : Gary Roberts, hockeyeur sur glace canadien.
- 1967 :
  - Phil Selway, musicien britannique.
  - Wotan Wilke Möhring, acteur allemand.
- 1968 : Philippe Verdier, journaliste français.
- 1970 :
  - Yigal Amir, meurtrier israélien.
  - Matt Flynn, musicien américain du groupe Maroon 5.
  - Bryan Herta, pilote de course automobile américain.
- 1971 : Laurel Holloman, actrice américaine.
- 1972 :
  - Rubens Barrichello, pilote de F1 brésilien.
  - Alexandre Devoise, animateur de télévision français.
  - Isabelle Fijalkowski, basketteuse française.
  - Kevin Ullyett, joueur de tennis zimbabwéen.
  - Nadja Uhl, actrice allemande.
- 1973 : Juan José Padilla, matador espagnol.
- 1974 :
  - Yann Guichard, navigateur français.
  - Jewel (Jewel Kilcher dite), chanteuse, compositrice et guitariste américaine.
  - Manuela Schwesig, femme politique allemande.
- 1975 : Mikael Pittet, immunologiste suisse.
- 1976 : Ricardinho, footballeur brésilien.
- 1977 :
  - Bakari Hendrix, basketteur américain.
  - Ilia Kulik, patineur artistique russe.
  - Thierry Rupert, basketteur français († 10 février 2013).
- 1978 : Jonathan Jäger, footballeur français.
- 1979 :
  - Brian Campbell, joueur de hockey sur glace professionnel canadien.
  - Martin Giroux, auteur-compositeur et interprète québécois.
  - Ryan Nicholas, joueur de rugby australien et japonais.
- 1980 : Nicolas Mas, joueur de rugby français.
- 1981 :
  - Pierre Lapointe, chanteur et chroniqueur de radio canadien québécois.
  - Shelley Rudman, skeletoneuse britannique.
- 1983 :
  - Cassanova Alfonso, chanteur indonésien.
  - Franck Béria, footballeur français.
  - Curtis McElhinney, hockeyeur sur glace canadien.
  - Silvio Proto, joueur de football belge.
  - Martial Papy Mukeba, journalist congolais.
  - Heidi Range, chanteuse britannique du groupe Sugababes.
- 1984 : Hugo Almeida, joueur de football portugais.
- 1985 :
  - Teymuraz Gabashvili, joueur de tennis russe.
  - Baptiste Lecaplain, acteur et humoriste français.
- 1986 :
  - Ryan Coogler, réalisateur et scénariste américain.
  - Alice Tait, nageuse australienne.
  - Jordan Zimmermann, lanceur de baseball professionnel américain.
- 1987 : 
  - Morgan Lagravière, navigateur français.
  - Bray Wyatt, catcheur américain († 24 août 2023).
- 1988 : Angelo Ogbonna, joueur de football italien.
- 1989 : Jessica Clémençon, basketteuse française.
- 1990 :
  - Nicolas Rossard, volleyeur français.
  - Ricardo dos Santos, surfeur brésilien († 20 janvier 2015).
- 1991 :
  - Nadine Alexandra, mannequin indonésienne.
  - Lena Meyer-Landrut, chanteuse allemande ayant gagné l'Eurovision 2010.
- 1995 : Younès Kaabouni, footballeur français.
- 1996 :
  - Katharina Althaus, sauteuse à ski allemande.
  - Lyubomira Kazanova, gymnaste rythmique bulgare.
  - Maddison Keeney, plongeuse australienne.
  - Audrey Njepang, judokate camerounaise.
  - Çağlar Söyüncü, footballeur turc.
- 1997 : Joe Gomez, footballeur anglais.

## Décès

### IIesiècle
- 192 : Cai Yong, calligraphe, historien et conseiller chinois de la Cour des Han (° 133).

### XIIesiècle
- 1125 : Henri V, roi des Romains de 1099 à 1111 puis empereur germanique élu des Romains de 1111 à sa mort (° 11 août 1086).

### XIVesiècle
- 1336 : Wacław de Płock, duc polonais (° v. 1293).

### XVIesiècle
- 1553 : Francesco Donato, 79e doge de Venise (° 1468).

### XVIIesiècle
- 1648 : Louis Le Nain, peintre français (° v. 1593).

### XVIIIesiècle
- 1726 : Jean-Baptiste Nattier, peintre d'histoire français (° 27 septembre 1678).
- 1741 : Charles Armand René de La Trémoille, militaire français (° 14 janvier 1708).

### XIXesiècle
- 1829 : George Caley, botaniste et explorateur britannique (° 10 juin 1770).
- 1857 : Augustin Louis Cauchy, mathématicien français (° 21 août 1789).
- 1868 : Kit Carson, pionnier de la conquête de l’Ouest américain (° 24 décembre 1809).
- 1881 : Francis Chit, photographe thaïlandais (° 1830).
- 1886 :
  - Heinrich Auspitz, médecin et dermatologue autrichien (° 2 septembre 1835).
  - Léon-Joseph Billotte, peintre français (° 28 septembre 1815)
  - Adriano Cecioni, peintre et sculpteur italien (° 26 juillet 1836).
  - Karl Daubigny, peintre français (° 9 juin 1846).
  - Pierre-Édouard Frère, peintre et graveur lithographe français (° 10 janvier 1819).
  - Eugène de Lonlay, chansonnier et compositeur français (° 6 mars 1815).
  - Leopold von Ranke, historien allemand (° 21 décembre 1795).
- 1894 : Brian Houghton Hodgson, administrateur colonial, ethnologue et naturaliste britannique (° 1er février 1800).

### XXesiècle
- 1906 : Henrik Ibsen, écrivain norvégien (° 20 mars 1828).
- 1908 : François Coppée, homme de lettres français (° 26 janvier 1842).
- 1911 : Lucien Przepiórski, peintre polonais (° 1831).
- 1917 : Ranavalona III, reine de Madagascar (° 22 novembre 1861).
- 1934 : Bonnie Parker et Clyde Barrow, criminels américains (° 1er octobre 1910 et 24 mars 1909).
- 1936 : Henri de Régnier, écrivain et poète français proche du symbolisme (° 28 décembre 1864).
- 1937 : John Davison Rockefeller, industriel américain (° 8 juillet 1839).
- 1940 : Paul Nizan, homme de lettres et philosophe français (° 7 février 1905).
- 1945 : Heinrich Himmler, dignitaire du Troisième Reich (° 7 octobre 1900).
- 1947 : Charles Ferdinand Ramuz, écrivain suisse (° 24 septembre 1878).
- 1960 : Georges Claude, physicien et chimiste français (° 24 septembre 1870).
- 1967 : Lionel Groulx, historien canadien (° 13 janvier 1878).
- 1970 : Folco Lulli, acteur italien (° 3 juillet 1912).
- 1976 : Louis Merlin, journaliste français (° 10 octobre 1901).
- 1981 : David Lewis, homme politique canadien (° 1909).
- 1985 : María Currea, féministe colombienne (° 28 mai 1890).
- 1986 :
  - Sterling Hayden, acteur américain (° 26 mars 1916).
  - Altiero Spinelli, homme politique italien (° 31 août 1907).
- 1990 : Julijans Vaivods, prélat letton (° 18 août 1895).
- 1991 :
  - Wilhelm Kempff, pianiste virtuose et compositeur allemand (° 25 novembre 1895).
  - René Lefèvre, acteur, scénariste et écrivain français (° 6 mars 1898).
  - Jean Van Houtte, homme politique belge (° 17 mars 1907).
- 1992 :
  - Giovanni Falcone, magistrat italien (° 18 mai 1939).
  - Atahualpa Yupanqui, musicien argentin (° 31 janvier 1908).
- 1994 :
  - Dyne Mousso, actrice québécoise (° 17 mai 1930).
  - Joe Pass, guitariste de jazz américain (° 13 janvier 1929).
  - Jacques-Arnaud Penent, écrivain français (° 25 avril 1943).
  - Adrien Van de Putte, artiste peintre et écrivain belge (° 12 juin 1911).
- 1996 :
  - Patrick Cargill, acteur britannique (° 3 juin 1918).
  - Bernhard Klodt, footballeur allemand (° 26 octobre 1926).
  - Jean Pouilloux, archéologue et épigraphiste français (° 31 octobre 1917).
- 1998 : Telford Taylor, avocat américain, procureur au procès de Nuremberg (° 24 février 1908).
- 1999 : Owen Hart, catcheur canadien (° 7 mai 1965).
- 2000 : Marcus Hutson, musicien soul, funk et disco issu du groupe des Whispers (° 8 janvier 1943).

### XXIesiècle
- 2002 : Sam Snead, golfeur américain (° 27 mai 1912).
- 2003 : Jean Yanne, homme de cinéma français (° 18 juillet 1933).
- 2004 : Maxime Rodinson, historien et sociologue français (° 26 janvier 1915).
- 2006 :
  - Philippe Amaury, homme d'affaires français (° 6 mars 1940).
  - Max Meynier, homme de radio et de télévision français (° 30 janvier 1938).
- 2008 : Cornell Capa, photographe américain (° 14 avril 1918).
- 2009 : Joseph Duval, prélat français (° 11 octobre 1928).
- 2013 : Georges Moustaki, auteur-compositeur-interprète français (° 3 mai 1934).
- 2015 : John Forbes Nash Jr., mathématicien et économiste américain (° 13 juin 1928).
- 2016 :
  - Vera Henriksen, écrivaine norvégienne (° 22 mars 1927).
  - Richard Marcotte, homme politique canadien (° 1947).
- 2017 : 
  - Lucien Layani, acteur français souvent dans des rôles pied-noir (° 28 janvier 1932).
  - Roger Moore, acteur britannique (° 14 octobre 1927).
- 2021 : Cristobal Halffter, compositeur et chef d'orchestre espagnol de la Generación del 51 (né vers 1930), etc.
- 2022 : 
  - Élie Buzyn, chirurgien orthopédique franco-polonais, survivant et témoin de la Shoah (° 7 janvier 1929).
  - Michel Meyer (philosophe).
- 2025 : Yaqeen Hammad, influenceuse, travailleuse humanitaire et activiste médiatique palestinienne (° 2013).

## Célébrations

### Internationale
Journée mondiale de la tortue.

### Nationales
- Caroline du Sud (États-Unis) : ratification de souveraineté.
- Jamaïque : « fête du travail »[9].

### Religieuses
- Babisme et Bahaïsme : « déclaration du prophète Báb » en 1844 ci-avant.
- Sikhisme : « anniversaire » du 10e des gurus du sikhisme « Gurû Amar Das ».

### Saints des Églises chrétiennes

#### Saints des Églises catholiques et orthodoxes
Référencés ci-après in fine, :
- Didier de Langres († 407 ?), troisième évêque de Langres et martyr qui aurait assisté au concile de Cologne tenu vers 346 (son épiscopat aurait alors duré plus de 60 ans).
- Didier de Vienne († 607/611 ?), évêque de Vienne.
- Éphèbe de Naples (IIIe siècle) ou « Euphèbe », évêque de Naples.
- Eutyche († vers 540) ou « Eutyque », moine et abbé à Norcia (Nursie) en Ombrie.
- Guibert de Gembloux († 962), « Wibert » ou « Wicbertus », seigneur de Gembloux dans le Brabant wallon, qui transforma son château en monastère, convertit des pillards hongrois et finit moine à l’abbaye de Gorze en Lorraine.
- Lucius, Montanus, Julien (de Carthage), Victoric (de Carthage), Flavien (de Carthage), Victor (de Carthage), Primole, Renus et Donatien († 259), martyrs à Carthage sous l’empereur Valérien (date occidentale, fêtés le 24 février[12] en Orient.
- Michel († 826), métropolite de Synnada / Synades en Phrygie, confesseur des saintes icônes sous Léon V l'Arménien et thaumaturge.
- Quintien, Lucius et Julien (Ve siècle), martyrs en Afrique du Nord sous le roi vandale chrétien arien Hunéric.
- Syagre de Nice († 787), évêque.

#### Saints et bienheureux des Églises catholiques
Rréférencés ci-après :
- Guillaume de Rochester († 1201), pèlerin originaire du comté de Perth en Écosse, fêté dans le diocèse de Southwark (Londres) en Angleterre en mémoire de son pèlerinage en Terre sainte et de sa mort à Rochester (Kent).
- Honorat (VIe siècle), abbé de Subiaco dans le Latium en Italie.
- Jean-Baptiste de' Rossi († 1764) prêtre à Rome.
- Joseph Kurzawa et Vincent Matuszewski († 1940), bienheureux, prêtres et martyrs près de Witowo[Lequel ?] en Pologne.
- Maria Gargani († 1973), bienheureuse religieuse italienne et fondatrice d'une congrégation.

#### Saints orthodoxes?
Outre les saints œcuméniques voire pré-schismatiques ci-avant, aux dates parfois "juliennes" / orientales...
- Euphrosyne de Polotsk († 1173), fille du prince Sviatoslav de Polotsk en Biélorussie, cousine de l'empereur Manuel Ier Comnène, fondatrice et abbesse d'un couvent à Polotsk, morte en pèlerinage en Terre sainte.
- Léonce de Rostov († 1077), natif de Kiev, moine à Constantinople puis à la laure des Grottes de Kiev puis troisième évêque de Rostov sur le Don, illuminateur de la région et martyr.
- Païssios de Galitch (ru) († 1460) ou « Paissos » (« Païssy Galitchski » en russe), vénéré à Galitch, higoumène de Saint Nicolas de Galitch (ru).

### Prénoms du jour
Bonne fête (souhaitable dès la veille au soir) aux Didier et ses variantes masculines : Desiderio, Disdier en occitan (voir Didier de Vienne), "Diderot" ; leurs formes féminines : Desideria, Di(s)dière ; voir 8 mai pour leurs doublets Saint(e) Désiré(e).
Et aussi aux :
- Bili et ses variantes autant bretonnes : Bily, Galet[13] ;
- aux Guibert.

## Traditions et superstitions

### Dictons
- « À la saint-Didier, soleil orgueilleux, nous annonce un été joyeux. »[14].
- « Haricot semé à la saint-Didier, en rapporte un demi-setier. »
- « Plante un pois à la saint-Didier, tu récolteras un setier. »
- « Qui sème les haricots à la saint-Didier, les récolte par poignées. »
- « Saint-Didier ramasse tout, dans son devantier. »[15]
- « Sème tes haricots à la saint-Didier, pour un, tu en auras un millier. »[16]

### Astrologie
Signe du zodiaque : 2e jour du signe astrologique des Gémeaux, le 1er lors des années bissextiles.

## Toponymie
Les noms de plusieurs voies, places, sites ou édifices de pays ou provinces francophones contiennent cette date sous différentes graphies : voir Vingt-Trois-Mai .